# Escoda

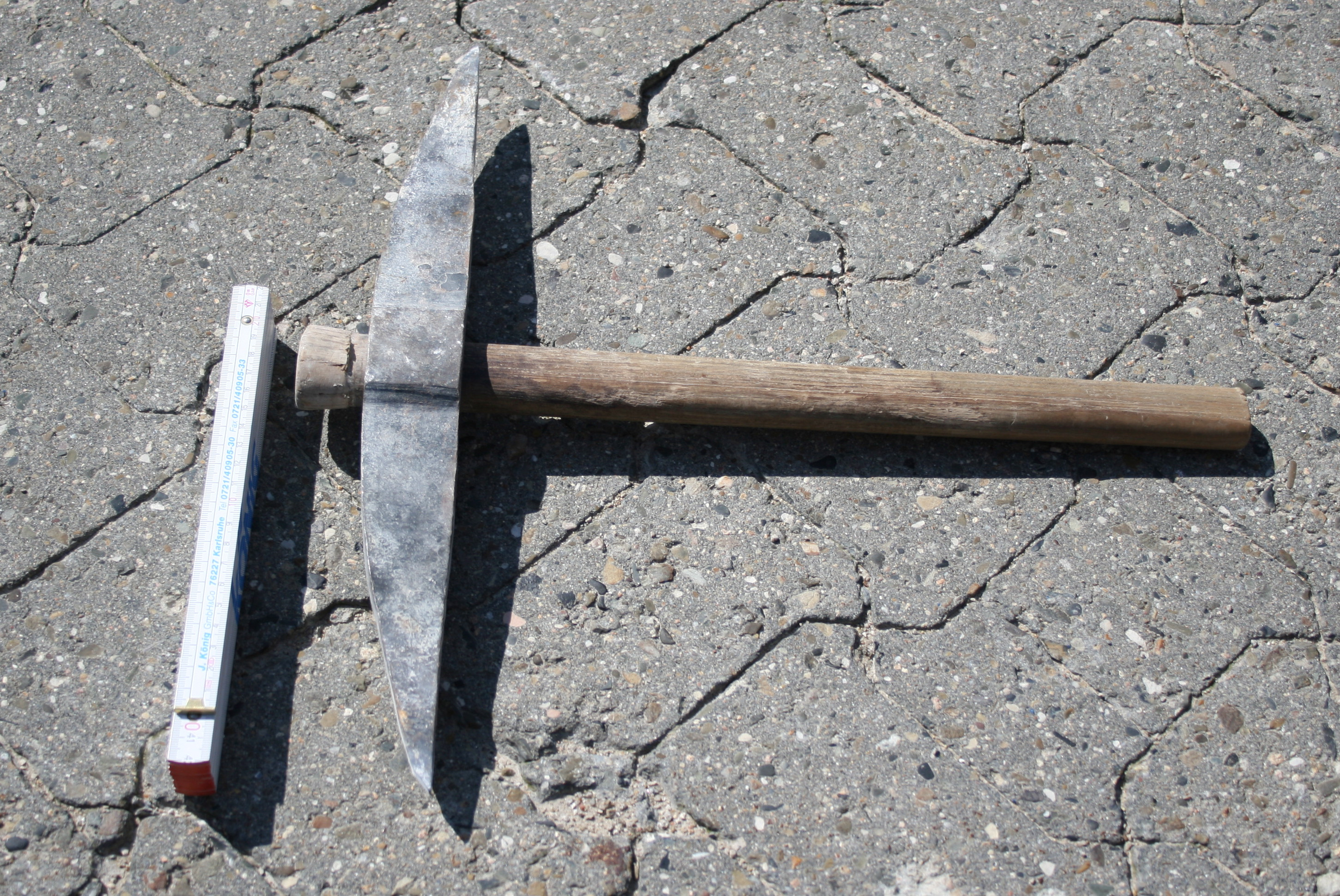
Escoda petita

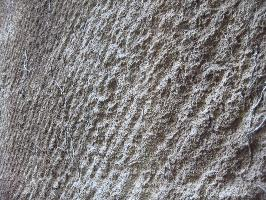
Marques d'una escoda al marès

Una escoda és una eina amb mànec de fusta semblant a un martell gros, acabada en puntes acerades en els dos extrems, que els picapedrers, trencadors i paletes empren per a picar la pedra, per arrencar-la i altres usos.
Era l'eina bàsica del trencador. El cap de l'eina estava formada per un cos de ferro i dues puntes d'acer que es revisaven regularment, s'esmolaven dues o tres vegades al dia, amb l'objectiu de mantenir el seu poder de tallant, mentre que el ferrer les revisava un parell de vegades a la setmana perquè les plaques d'acer s'havien de trempar. Les puntes d'acer són les que clivellen, tallen i esgarrapen la matèria. També és important el seu manteniment perquè el pedrer havia d'evitar, a l'hora d'obrir les regates de 20 cm de profunditat, el desviament gairebé imperceptible en el tall i, per tant, l'escoda havia d'estar molt ben dirigida i ben preparada per al treball.